# Terminal Handling Charge

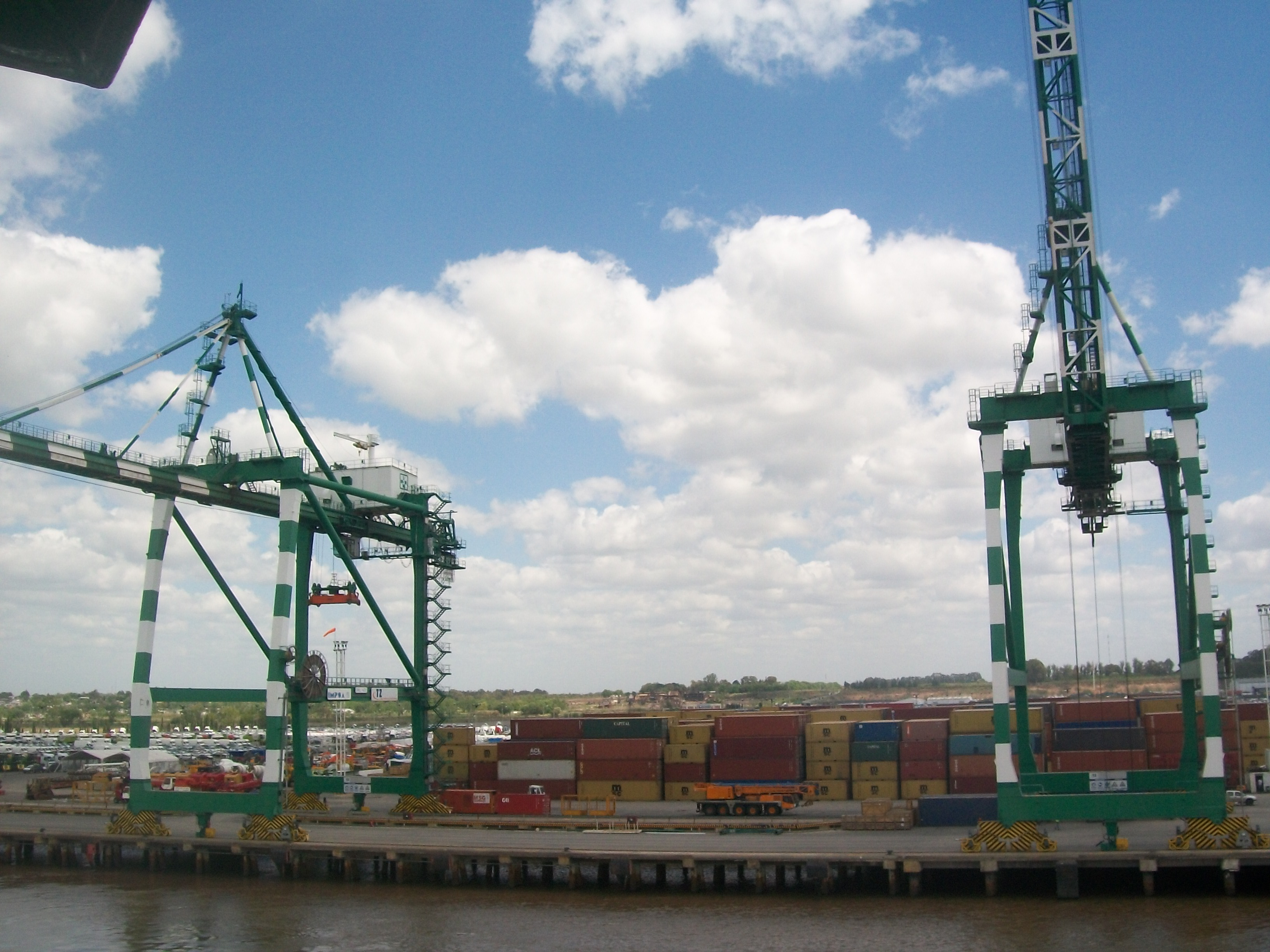
Terminal portuaria

Terminal Handling Charge, más conocido por su acrónimo THC (en inglés, Terminal Handling Charge), es un recargo por manipulación en la terminal portuaria que se aplica al flete marítimo de mercancías que se transportan en «línea regular». Refleja el coste que tiene el paso de un contenedor por la terminal de contenedores del puerto. Se aplica a mercancías en contenedores y se tarifa por toneladas y fracción.
La mercancía contenerizada que llega al puerto pasa por diversas operaciones:
- «Operaciones tierra». Son fundamentalmente dos: la descarga de la mercancía del medio de transporte en que llega y su acomodo en la zona de espera[Nota 1] y el traslado al muelle, enganchado en la grúa y elevación hasta pasar la borda del buque.[Nota 2] Estas operaciones las realiza el personal de tierra de las compañías estibadoras.
- «Operaciones bordo». Es la estiba a bordo, que comienza cuando la grúa pasa el contenedor por la borda del buque y lo coloca en la celda asignada. Muchas compañías navieras, en régimen de «línea regular», incluyen la estiba en la cotización del flete.

De forma similar, cuando el buque llega a puerto, los contenedores pasan por las operaciones de desestiba, descarga y entrega.
En España, se conoce también como T-3 o «muellaje». Esta tarifa grava las operaciones de carga, descarga y trasbordo de la mercancía en la terminal de contenedores. Las autoridades portuarias publican estas tarifas para conocimiento de navieras, transitarios, NVOCC y agentes marítimos.